# Рик Янси
Рик Янси (на английски: Rick Yancey) е американски писател на произведения в жанра фентъзи, трилър, криминален роман, научна фантастика, хорър и приключенски роман за юноши.

## Биография и творчество
Джон Ричард „Рик“ Янси е роден на 4 ноември 1962 г. в предградие на Маями, Флорида, САЩ, след което е осиновен. Пише първия си разказ в седми клас, докато посещава гимназията Crystal Lake във Флорида. След като завършва гимназия в Лейкланд, е приет в Флоридския южен колеж и следва една година комуникации. После се прехвърля във Флоридския държавен университет и накрая завършва университета „Рузвелт“ с бакалавърска степен по английски език. Планира да следва право, но след година се отказва и започва да преподава уроци по английски, както и да играе и режисира в местните театри. През 1991 г. кандидатства за държавна работа и е нает от Службата за вътрешни приходи, където работи като данъчен агент в продължение на дванадесет години. Прекарва 10 години от живота си в Ноксвил, Тенеси, който впоследствие става фон за някои негови книги.
Докато работи в данъчната служба, пише сценарии в свободното си време. По предложение на неговата съпруга, един от неговите сценарии през 2003 г. става първата му издадена книга – „Изгаряне в родината“ (A Burning in Homeland). След успеха на книгата, през 2004 г. напуска работата си и се посвещава на писателската си кариера. Същата година са издадени мемоарите му за времето в службата, след което работи паралелно по две поредици.
Поредицата му „Алфред Кроп“ представя историята на непохватен тийнейджър, който спасява света, когато се сдобива с прочутия меч на крал Артур, Екскалибур и е преследван от тайната кабала на рицари, които са го крили от векове.
Следва хумористичната му криминална поредица „Теди Рузак“. Той е решен да сбъдне детската си мечта да стане частен детектив, а първият му случай е събиране на доказателства срещу невнимателен шофьор, който покосява шест малки гъски в Ноксвил. Но случаят бързо се превръща в разследване на жестоко убийство.
Поредицата му фентъзи хоръри, „Монструмологът“, е история за лекар от 19-ти век и неговия млад чирак, които се състезават по целия свят, преследвайки, и бивайки преследвани, от чудовища.
През 2013 г. е издаден бестселърът му „Петата вълна“ от едноименната трилогия. Кейси Съливан е млада жена, която е преживяла четири предишни вълни на извънземни атаки срещу земята, които са превърнали планетата в мрачно място. Сред него бродят извънземни, които имат способността да се въплъщават в хора и да нападат останалите, за да изтребят хората до крак. Кейси все още се надява, че има шанс да открие и спаси малкото си братче и тръгва на опасна мисия. Когато се запознава с Ивън Уокър, тя решава, че може би той ще може да ѝ помогне. Но големият въпрос е дали може да му се довери. През 2016 г. романът е екранизиран в едноименния филм с участието на Клоуи Грейс Морец, Ник Робинсън, Рон Ливингстън, Мария Бело и Лийв Шрайбър.
Рик Янси живее със семейството си в Пенингтън, Ню Джърси.

## Произведения

### Самостоятелни романи
- A Burning in Homeland (2003)[1][2]

### Поредица „Алфред Кроп“ (Alfred Kropp)
1. The Extraordinary Adventures of Alfred Kropp (2005)[1][2][2]
2. The Seal of Solomon (2007)
3. The Thirteenth Skull (2008)

### Поредица „Теди Рузак“ (Teddy Ruzak)
1. The Highly Effective Detective (2006)[1][3]
2. The Highly Effective Detective Goes to the Dogs (2008)
3. The Highly Effective Detective Plays the Fool (2010)
4. The Highly Effective Detective Crosses the Line (2011)

### Поредица „Монструмологът“ (Monstrumologist)
1. The Monstrumologist (2009) – награда „Майкъл Л. Принц“[1][3]
2. The Curse of the Wendigo (2009) – издаден и като The Terror Beneath
3. The Isle of Blood (2011)
4. The Final Descent (2013)

### Поредица „Петата вълна“ (5th Wave)
1. The 5th Wave (2013)[1][3]
Петата вълна, изд.: „Егмонт България“, София (2013), прев. Пламен Кирилов
2. The Infinite Sea (2014)
Безкрайното море, изд.: „Егмонт България“, София (2014), прев. Ангел Ангелов
3. The Last Star (2016)
Последната звезда, изд.: „Егмонт България“, София (2016), прев. Евелина Пенева

### Документалистика
- Confessions of a Tax Collector (2004) – мемоари

### Екранизации
- 2016 Петата вълна: Ответен удар, The 5th Wave